# Fritz Riedel (Fußballspieler)
Fritz Riedel (* 19. September 1928) ist ein ehemaliger deutscher Fußballspieler, der in den 1950er Jahren in Meerane für die BSG Fortschritt in der DDR-Oberliga, der höchsten Spielklasse im DDR-Fußball, aktiv war.

## Sportliche Laufbahn
Als die Betriebssportgemeinschaft (BSG) Fortschritt Meerane nach Ende der Hinrunde der Saison 1951/52 auf einen Abstiegsplatz gelandet war, übernahm sie einige neue Spielern in ihren Kader, unter denen auch der 24-jährige Fritz Riedel war. Er wurde vom ersten Spieltag der Rückrunde eingesetzt und absolvierte als Stürmer bis zum Saisonende alle 18 Oberligaspiele, in denen er fünf Tore erzielte. Am Saisonende stieg die Mannschaft als Viertletzter dennoch ab. In der DDR-Liga-Saison 1952/53 spielte sich Riedel mit 21 Einsätzen bei 24 Punktspielen in die Stammelf und steuerte acht Toren zum sofortigen Wiederaufstieg bei. Seinen Stammplatz konnte Riedel auch in seiner zweiten Oberligaspielzeit als Stürmer verteidigen, denn er fehlte nur bei einem der 28 Oberligaspiele und erzielte sechs Treffer. Die Saison 1954/55 brachte sowohl für die BSG Fortschritt Meerane wie auch für Fritz Riedel das endgültige Ende in der Oberliga. Die BSG landete abgeschlagen auf dem letzten Tabellenplatz, und Riedel zog sich nach den letzten 22 Einsätzen und drei Toren ganz aus dem höherklassigen Fußball zurück. Damit war er in seiner kurzen Karriere auf 67 Oberligaspiele mit 14 Toren und 21 DDR-Liga-Spielen mit acht Toren gekommen.